# Малый Полом (Кировская область)
Малый Полом (Мало-Поломская, Имашенки, Чеченки, Чучата) — деревня Унинского района Кировской области, центр Малополомского сельского поселения.
В деревне расположены двухэтажная средняя школа, детский сад, магазины, библиотека, Дом культуры, фельдшерско-акушерский пункт.

## География
Деревня находится в юго-восточной части Кировской области, на берегу реки Пушкец, на расстоянии приблизительно 14 километров (по прямой) к юго-западу от Уни, административного центра района. На другом берегу реки располагается д. Афанасьевцы.
Абсолютная высота — 150 метров над уровнем моря.
Климат
В деревне климат влажный континентальный с тёплым летом.
Максимальная температура — в июле, до 32,5 °С.
Минимальная температура — в январе, до –24,2 °С.
Средняя температура за год — 6,2 °С.
Количество солнечных дней в году — 61.
Количество снежных дней — 95.
Количество дней с дождём — 148.
Количество облачных дней — 62.

## Население
1834 год — 56
1891 год — 95
1905 год — 124
1926 год − 93
1939 год — 91
1970 год — 223
1979 год — 444
1989 год — 496
2002 год — 279
| 2010 |
| ---- |
| 267  |

По данным Всесоюзной переписи населения 1970 года, в деревне проживали русские и удмурты 

## История
Первое упоминание о деревне содержится в книге купчих и закладных города Хлынова за март–июнь 1702 года. В документе есть сведения о покупке Козьмой Афанасьевичем Куклиным вотчины, включавшей Большой и Малый Полом.
На территории деревни Телицино находилась деревня Большой Полом. В начале 18 века там случился большой пожар, вся деревня выгорела. Часть людей переехали и обосновались в деревне Малый Полом.
Основные фамилии в деревне были Мельниковы, Машковцевы, Рябовы, Телицыны, Карачевы.
На реке Кушкец в полукилометре от деревни был пруд. Мельница имела 2 станка, которые обеспечивали нужды населения близлежащих деревень.
До революции деревня считалась богатой. Малополомцы в основном занимались торговлей хлебом, а также продавали в Вятский уезд соломку для производства спичек.
В период коллективизации в 1932 году в деревне организовали колхоз «Кустарь».
В колхозе была своя мельница на два стана. На ней мололи муку не только поломчане, но и жители близлежащих деревень.
В 1950 году на территории сельского Совета образовались 2 укрупненных колхоза — «Победа» и «Красный Октябрь».
В 1950-е годы на речке была и своя электростанция.
В 1968 году образован Малополомский сельский клуб.
В 1974 году образована 8-летняя школа (правопреемница Зематовской школы).
В 1991 году школа получила статус средней общеобразовательной школы.
В 1997 году введено в эксплуатацию новое типовое здание в кирпичном исполнении, рассчитанное на 162 учащихся.

## Административная принадлежность
| 1780 — 1796 | Вятское наместничество | Глазовский уезд              |                                  |
| 1796 —      | Вятская губерния       | Глазовский уезд              | Порезская волость                |
| 1834        | Вятская губерния       | Глазовский уезд              | Лумпунская волость               |
| — 1918      | Вятская губерния       | Глазовский уезд              | Порезская волость                |
| 1918 — 1929 | Вятская губерния       | Нолинский уезд               | Телицинский сельсовет            |
| 1929 — 1959 | Кировская область      | Унинский район               | Телицинский сельсовет            |
| 1959 — 1968 | Кировская область      | Унинский район               | Порезский сельсовет              |
| 1968 — 1997 | Кировская область      | Унинский район               | Малополомский сельсовет          |
| 1997 — 2004 | Кировская область      | Унинский район               | Малополомский сельский округ     |
| 2004 — 2006 | Кировская область      | Унинский муниципальный район | Малополомский сельский округ     |
| 2006 — 2021 | Кировская область      | Унинский муниципальный район | Малополомское сельское поселение |
| 2021 —      | Кировская область      | Унинский мунициальный округ  | -                                |

## Люди, связанные с д. Малый Полом
- Гусев, Борис Кузьмич — участник Великой Отечественной войны, имеет Ордена Славы 2-й и 3-й степени.
- Гусев, Вениамин Борисович — механизатор совхоза «Малополомский», награждён орденом Трудовой Славы 3-й степени и медалью «За преобразование Нечерноземья».
- Карачева, Таисия Михайловна — участница Великой Отечественной войны, прошла с боями до Берлина, с 1941—1945 гг. вынесла с поля боя 350 раненых бойцов, была удостоена ордена Отечественной войны 2-й степени и медалью «За отвагу», имела ряд благодарностей Верховного Главнокомандующего Сталина.
- Логинова, Зоя Ивановна — телятница, работала на Нововятском механическом заводе. Награждена в 1974 г. орденом Трудового Красного Знамени.
- Мальцев, Александр Анатольевич — награждён медалью «За отличие в охране государственной границы».
- Мальцев, Сергей Дмитриевич — механизатор совхоза «Малополомский». Получил Орден Ленина в 1977 году.
- Мельников, Алексей Гаврилович — бывший директор Зематовской и Малополомской школы, награждён значками «Отличник народного просвещения», «Отличник просвещения СССР» и медалью «Ветеран труда», его ратный труд отмечен орденами Отечественной войны 2-й степени, Красной Звезды, в 2000 году было присвоено звание «Почетный гражданин Унинского района».
- Мельников, П. А. — бывший механизатор, награждён орденом Трудового Красного Знамени и орденом Ленина.
- Мельникова, Евгения Яковлевна — участница Великой Отечественной войны.
- Шуклецов, Иосиф Климентьевич — повторил подвиг капитана Гастелло в годы Великой Отечественной войны.